# 地軸

地球の自転とその地軸を視覚化したアニメーション

地軸（ちじく）とは、地球が自転する際の軸（自転軸）であり、北極点と南極点とを結ぶ運動しない直線を指す。地球以外の惑星及び衛星についてもそれぞれの自転の軸を地軸と呼ぶ。
以降、特に断らない限り本項では、地球の自転軸について述べる。
地球の自転軸は、公転軸に対して約23.4度傾いており、公転面に対する角度は約66.5度である。

## 地軸の傾き

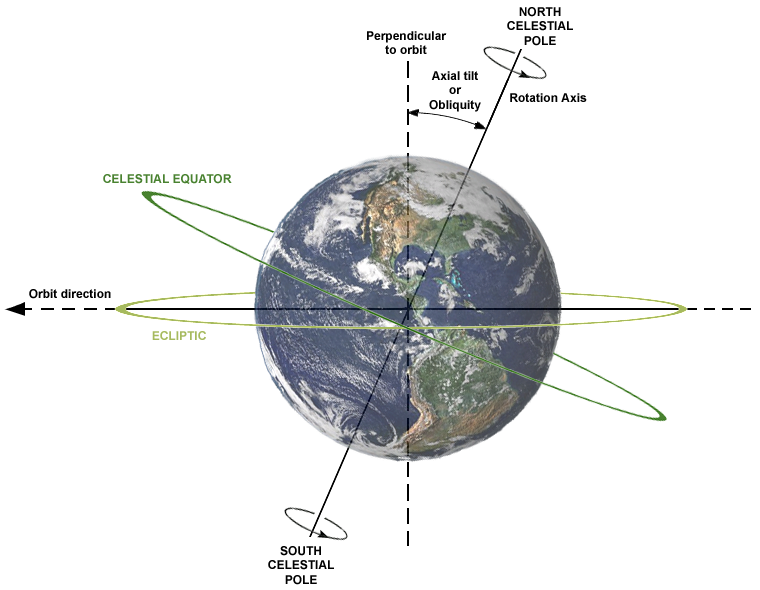
地球の自転軸の傾き
公転面に直交する破線（公転面に対する法線ベクトル）に対して自転軸（実線）は約23.4度傾いている。公転面（Ecliptic）と赤道面（Celectial Equator）も同様。

地球は太陽の周りを回る公転の他に、自らが公転軌道上で独楽の如く回転する自転運動をしている。この二つの回転運動はそれぞれの公転面（黄道面）と自転面（赤道面）もしくは公転軸と自転軸との関わりで捉えられる。自転軸が公転軸と平行であれば公転面と赤道面が同一面となり、地軸（地球の自転軸）は公転面に対して垂直（90度）である。地球の場合は自転軸は公転軸より約23.4度傾いており、地軸と公転面の角度は約66.5度となっている。

### 地軸と季節の変化
地軸の傾きが日常生活に最も関連するのは季節の移り変わりだろう。地軸が傾いていることから、例として北半球では夏季に日が高く昇り、昼の時間が長く、冬季には日が低く、昼が短い。単位面積当たりの太陽エネルギーの照射量と日照時間とが変化することで、季節が生じる。北緯23.43度（23度26分）を走る北回帰線上では、1年に1度、夏至に太陽の南中高度が90度になる。また北極圏では、夏至に近い時期はに太陽が常に沈まず(白夜)、冬至の頃には日が昇らない(極夜)。南極圏ではそれぞれ時期が6か月異なる。

## 地軸と北極星
地軸は、公転の影響を受けないため、常に一定の方向を指す。そのため、天球の北半球と地軸の交点付近の恒星である北極星は、1日のどの時刻であっても、1年のどの季節であっても同じ高度（角度）に見える。この高度は観測者の居る地点の緯度によってだけ決まるので、北極星の高度を測定すれば（もちろん北極星の見える北半球においてであるが）、地球上のどの地点であっても緯度を計算できるのである。GPSなどが発達する以前、数百年にわたって北極星が航海などに役立ってきたのは、こうした地軸の性質による。
ただし、非常に長い期間を想定した場合、地軸自体の指す方向は変化する。これを歳差運動と呼ぶ。歳差運動自体は珍しいものではなく、コマの首振り運動のように日常観察できるものである。地軸の歳差運動の周期は約2万5,800年である。このため、北極星に該当する恒星も相対的に変化しているように観察される。

## 地軸の傾きを計算する方法
地軸が傾いていること自体は、季節によって日の出、日の入りの時刻が異なることから予想することができた。それでは、地軸の傾き自体はどのように測定できるのだろうか。まず、北極星の高度から緯度 x を測定する。北極星が観測者の真上に見えれば緯度90度、水平線であれば緯度0度である。次に、一日で最も日が短くなる北半球の冬至の南中時に高さ h の物体の影の長さ l を測定する。すると、次の式から太陽の高度 θ が分かる。
{\displaystyle \theta =\tan ^{-1}\left({\frac {h}{l}}\right)}
北半球であれば、地軸の傾き φ は、
φ = 90 - x - θ
である。

## 他の惑星の地軸

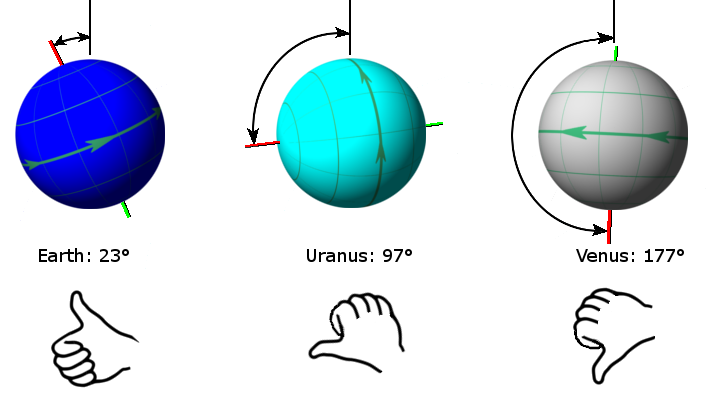
地軸の傾きの比較、左から
地球（約23度）、天王星（約97度）、金星（約177度）

太陽系の惑星においては、地軸の傾き（赤道傾斜角）はさまざまである。
太陽系において地軸の傾きの絶対値が最も大きい惑星は天王星（97.86度）であり、最も小さい惑星は水星（0.01度）となる。
| 分類            | 天体名   | 公転軌道面の傾き | 公転軌道面の傾き | 公転軌道面の傾き | 公転周期 （年） | 自転軸（赤道） 傾斜角 | 自転周期 （日） |
| 分類            | 天体名   | 軌道傾斜角       | 対太陽の赤道     | 対不変面         | 公転周期 （年） | 自転軸（赤道） 傾斜角 | 自転周期 （日） |
| --------------- | -------- | ---------------- | ---------------- | ---------------- | --------------- | --------------------- | --------------- |
| 地球型 岩石惑星 | 水星     | 7.01°            | 3.38°            | 6.34°            | 0.241           | 0.01°                 | 58.7            |
| 地球型 岩石惑星 | 金星     | 3.39°            | 3.86°            | 2.19°            | 0.615           | 177°                  | 243             |
| 地球型 岩石惑星 | 地球     | 0° 基準面        | 7.16°            | 1.57°            | 1.00            | 23.4°                 | 0.997           |
| 地球型 岩石惑星 | 火星     | 1.85°            | 5.65°            | 1.67°            | 1.88            | 25.2°                 | 1.03            |
| 木星型 天王星型 | 木星     | 1.31°            | 6.09°            | 0.32°            | 11.9            | 3.12°                 | 0.414           |
| 木星型 天王星型 | 土星     | 2.49°            | 5.51°            | 0.93°            | 29.5            | 26.7°                 | 0.426           |
| 木星型 天王星型 | 天王星   | 0.77°            | 6.48°            | 1.02°            | 84.0            | 97.8°                 | 0.718           |
| 木星型 天王星型 | 海王星   | 1.77°            | 6.43°            | 0.72°            | 165             | 28.3°                 | 0.671           |
| 準惑星 小惑星   | 冥王星   | 17.1°            | 11.9°            | 15.6°            | 248             | 120°                  | 6.39            |
| 準惑星 小惑星   | ケレス   | 10.6°            | —                | 9.20°            | 4.60            | 4°                    | 0.378           |
| 準惑星 小惑星   | パラス   | 35.1°            | —                | 34.4°            | 4.62            | 84°±5°                | 0.326           |
| 準惑星 小惑星   | ベスタ   | 7.14°            | —                | 5.56°            | 3.63            |                       | 0.223           |
| 衛星            | 月       | 5.15°            |                  |                  | 27.3日          | 6.69°                 | =公転           |
| 衛星            | ガニメデ | 0.195°           |                  |                  | 7.16日          | 0-0.33°               | =公転           |
| 衛星            | カリスト | 0.281°           |                  |                  | 16.7日          | 0°                    | =公転           |
| 衛星            | タイタン | 0.306°           |                  |                  | 15.9日          | 1.94°                 | =公転           |
| 恒星            | 太陽     | 該当せず         | 該当せず         | 該当せず         | 該当せず        | 7.25°                 | 27.3            |

また、赤道傾斜角を正確に観測するには詳細なデータが必要であるため、太陽系外惑星において正確に観測された事例は無い。
ガス惑星においては、光学観測によって惑星表面の動きから計算される軸と、コアの回転軸が異なるケースもある。

## 地震による地軸への影響
超巨大地震による地形の変形により極運動が励起され、地軸がずれることが知られる。地軸がずれた結果、地震の前後で地球の自転周期がわずかに変化し、2004年スマトラ沖地震、2010年チリ・マウレ地震、2011年東北地方太平洋沖地震では、いずれもマイクロ秒オーダー(10-6s)で自転周期が速くなったという観測結果もある。